# Raihorodka, Novoaidar
Raihorodka (în ucraineană Райгородка) este o comună în raionul Novoaidar, regiunea Luhansk, Ucraina, formată numai din satul de reședință.

## Demografie
Componența lingvistică a comunei Raihorodka
     Rusă (90,94%)
     Ucraineană (8,53%)
     Alte limbi (0,05%)
Conform recensământului din 2001, majoritatea populației comunei Raihorodka era vorbitoare de rusă (90,94%), existând în minoritate și vorbitori de ucraineană (8,53%).